# 刘航益
刘航益（Low Hang Yee，1997年2月22日—），馬來西亞男子羽毛球運動員。

## 簡歷
2016年11月，刘航益與謝宜希出戰印度羽毛球國際系列賽混合雙打項目，在決賽中以1比3的成績（11-5、8-11、10-12、8-11）不敵東道主兼頭號種子萨维克赛拉吉·兰基雷迪/玛内沙·库卡帕利組合，屈居亞軍。
2022年，刘航益選擇退出國家隊。12月19日，大馬羽總宣布刘航益自國家隊除名。

## 主要比賽成績
只列出曾進入準決賽的國際賽事成績：
| 年份   | 賽事                     | 公開賽級別 | 項目     | 拍檔   | 成績   |
| ------ | ------------------------ | ---------- | -------- | ------ | ------ |
| 2016年 | 印度羽毛球國際系列賽     | 國際系列賽 | 混合雙打 | 謝宜茜 | 亞軍   |
| 2018年 | 新加坡羽毛球國際系列賽   | 國際系列賽 | 男子雙打 | 吳永昌 | 準決賽 |
| 2019年 | 老撾羽毛球國際系列賽     | 國際系列賽 | 男子雙打 | 吳永昌 | 亞軍   |
| 2019年 | 馬來西亞羽毛球國際系列賽 | 國際系列賽 | 男子雙打 | 吳永昌 | 亞軍   |
| 2021年 | 捷克羽毛球公開賽         | 國際系列賽 | 男子雙打 | 謝煒傑 | 準決賽 |
| 2022年 | 瑞典羽毛球公開賽         | 國際系列賽 | 男子雙打 | 謝煒傑 | 亞軍   |
| 2022年 | 烏克蘭羽毛球公開賽       | 國際挑戰賽 | 男子雙打 | 謝煒傑 | 冠軍   |
| 2022年 | 意大利羽毛球國際賽       | 國際挑戰賽 | 男子雙打 | 謝煒傑 | 準決賽 |
| 2022年 | 丹麥羽毛球大師賽         | 國際挑戰賽 | 男子雙打 | 謝煒傑 | 準決賽 |
| 2022年 | 馬來西亞羽毛球國際挑戰賽 | 國際挑戰賽 | 男子雙打 | 鄭宇駿 | 準決賽 |
| 2023年 | 斯洛文尼亞羽毛球公開賽   | 國際挑戰賽 | 男子雙打 | 吳永昌 | 冠軍   |
| 2023年 | 奧地利羽毛球公開賽       | 國際系列賽 | 男子雙打 | 吳永昌 | 冠軍   |
| 2023年 | 馬爾代夫羽毛球國際挑戰賽 | 國際挑戰賽 | 男子雙打 | 吳永昌 | 亞軍   |
| 2023年 | 杭州羽毛球國際挑戰賽     | 國際挑戰賽 | 男子雙打 | 吳永昌 | 亞軍   |
| 2023年 | 蒙古國羽毛球國際挑戰賽   | 國際挑戰賽 | 男子雙打 | 吳永昌 | 冠軍   |
| 2023年 | 吉隆坡羽毛球大師賽       | 超級100賽  | 男子雙打 | 吳永昌 | 亞軍   |
| 2024年 | 高雄羽毛球大師賽         | 超級100賽  | 男子雙打 | 吳永昌 | 準決賽 |
| 2024年 | 吉隆坡羽毛球大師賽       | 超級100賽  | 男子雙打 | 吳永昌 | 冠軍   |
| 2024年 | 印尼泗水羽毛球大師賽     | 超級100賽  | 男子雙打 | 吳永昌 | 準決賽 |

| 2007-2017年 | 首要超級賽 | 超級賽 | 黃金大獎賽 | 大獎賽 | 國際挑戰賽 | 國際系列賽 | 未來系列賽 | 其他 |

| 2018-2026年 | 總決賽 | 超級1000賽 | 超級750賽 | 超級500賽 | 超級300賽 | 超級100賽 | 國際挑戰賽 | 國際系列賽 | 未來系列賽 | 其他 |